# Litsea acuminata
Litsea acuminata là loài thực vật có hoa trong họ Nguyệt quế. Loài này được (Teschner) Kosterm. miêu tả khoa học đầu tiên năm 1968.